# Hypolimnas diomea
Hypolimnas diomea är en fjärilsart som beskrevs av William Chapman Hewitson 1861. Hypolimnas diomea ingår i släktet Hypolimnas och familjen praktfjärilar. Inga underarter finns listade i Catalogue of Life.

## Bildgalleri

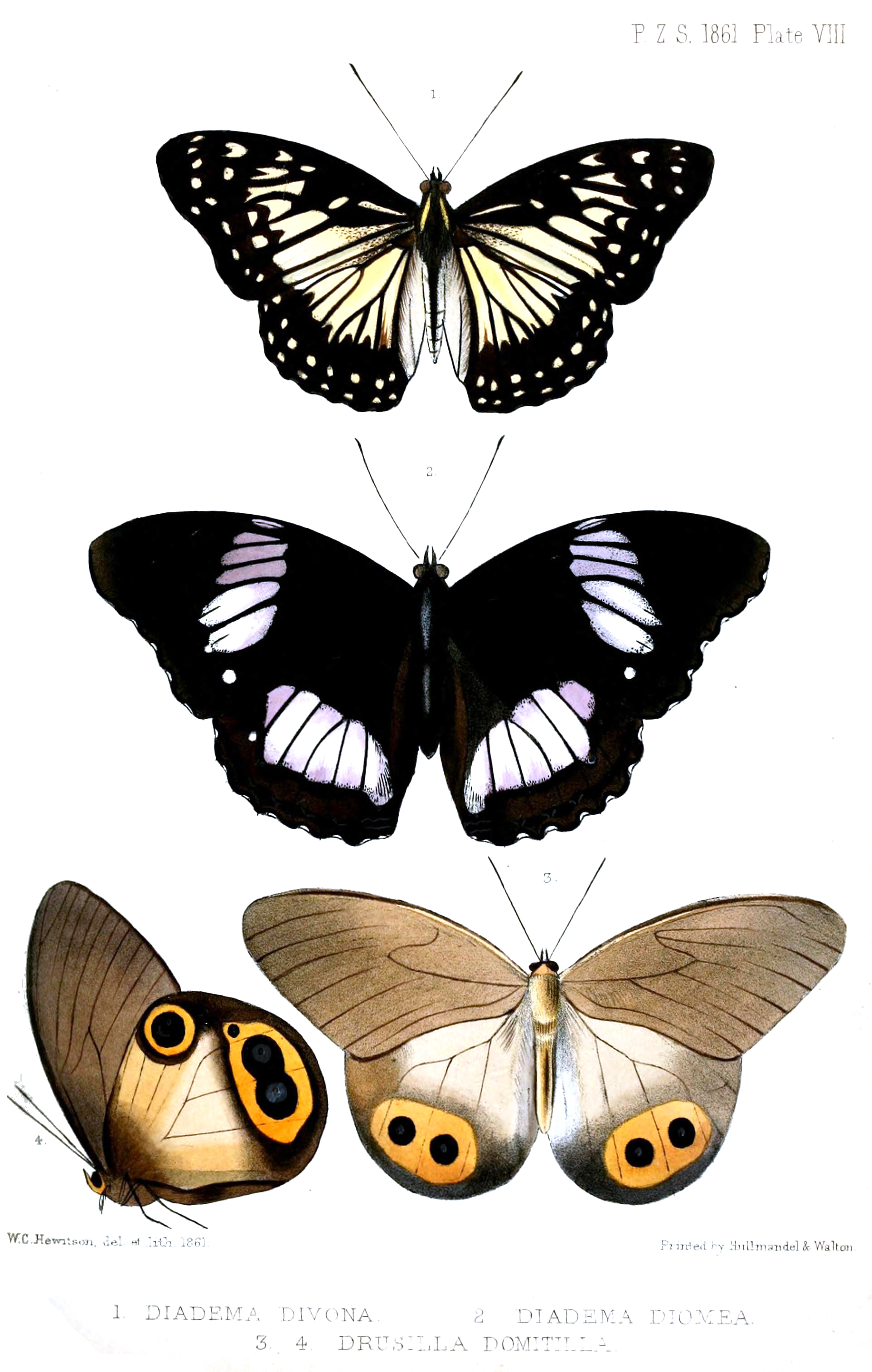